# Ervin Dér
Ervin Dér (* 11. Januar 1956 in Orosháza; † 16. Januar 2024) war ein ungarischer Radrennfahrer und nationaler Meister im Radsport.

## Sportliche Laufbahn
Dér war von 1974 bis 1986 Mitglied des BVSC (Budapesti Vasutas Sport Club). Er war Bahnradfahrer und Teilnehmer der Olympischen Sommerspiele 1980 in Moskau. Er bestritt mit dem Vierer Ungarns die Mannschaftsverfolgung. Das Team mit Ervin Dér, Csaba Pálinkás, Zsigmond Sarkadi Nagy und Gábor Szűcs wurde auf dem 12. Platz klassiert.
1976 gewann er die nationale Meisterschaft in der Einerverfolgung, 1977 wurde er Vize-Meister in dieser Disziplin.
Ab 1984 arbeitete er als Trainer im Radsportbereich und machte 1993 an der Sporthochschule in Budapest einen Abschluss im Bereich Sportmanagement.
Dér starb im Januar 2024 im Alter von 68 Jahren.